# Ozomatli
Ozomatli es un grupo musical formado en 1995 en Los Ángeles, California. Son conocidos tanto por su activismo político como por su diversidad de estilos musicales, que incluyen el rock en español, el hip hop, la salsa y la cumbia. Sus discos combinan canciones en inglés y en castellano, y sus miembros son notablemente diversos racialmente.

## Historia
El nombre del grupo proviene del náhuatl, y se refiere al símbolo astrológico del mono en el calendario azteca, así como al dios de la danza y del fuego.
Ozomatli inició su carrera en Los Ángeles y en el área de la frontera de San Diego y Tijuana. Tras una aparición en una revista local, el grupo extendió su audiencia y lanzó su primer álbum, Ozomatli, en junio de 1998. 
En 2001 publican su segundo álbum, Embrace the Chaos.
En 2002, graban la canción One of these days junto al guitarrista mexicano Carlos Santana, para el álbum Shaman, de Santana.
En 2004 sale al mercado su tercer álbum, Street Signs, donde aparece también Eddie Palmieri. En 2005, este álbum, ganó el premio Grammy al mejor álbum de Rock Latino Alternativo.
En 2005, la banda graba, junto a otros artistas como Jack Johnson y No Doubt, en el disco Look At All The Love We Found (A Tribute to Sublime) el tema April 29th, 1992 (Miami).
En 2007 publican el álbum Don't Mess with the Dragon.
En 2010 sale al mercado su álbum Fire Away.
En 2012 su canción El jardinero (que tuvo videoclip) forma parte de la BSO de la película estadounidense A Better Life, dramática película sobre la migración, nominada al Óscar en la categoría de mejor actor por el trabajo del mexicano Demián Bichir.

## Premios y nominaciones
En 2005 reciben el premio Grammy al mejor álbum de Rock Latino Alternativo por su tercer álbum, Street Signs, donde aparece también Eddie Palmieri y que fue publicado un año antes.
En 2012 su canción El jardinero (que tuvo videoclip) forma parte de la BSO de la película A Better Life, dramática película sobre la migración, nominada al Óscar en la categoría de mejor actor por el trabajo del mexicano Demián Bichir.

## Discografía

### Álbumes
- Ozomatli (1998).
- Embrace the Chaos (2001).
- Street Signs (2004). Premio Grammy en 2005 como mejor álbum de Rock Latino Alternativo.
- Live at the Fillmore (2005).
- Don't Mess with the Dragon (2007).
- Fire Away (2010).
- Happy Feet Two - The Video Game (2011).
- Place In The Sun (2014).
- Non-Stop: Mexico To Jamaica (2017).

### Sencillos y EP
- Super Bowl Sundae (1999). Sencillo.
- Coming Up (2003). EP.